# تپه سه تلو
تپه سه تلو در شهرستان دشتستان، بخش شبانکاره، دهستان شبانکاره، روستای خلیفه‌ای واقع شده و این اثر در تاریخ ۸ بهمن ۱۳۸۵ با شمارهٔ ثبت ۱۷۱۲۵ به‌عنوان یکی از آثار ملی ایران به ثبت رسیده‌است.